# Avicennia marina
Avicennia marina es una especie de manglar perteneciente a la familia Acanthaceae.   

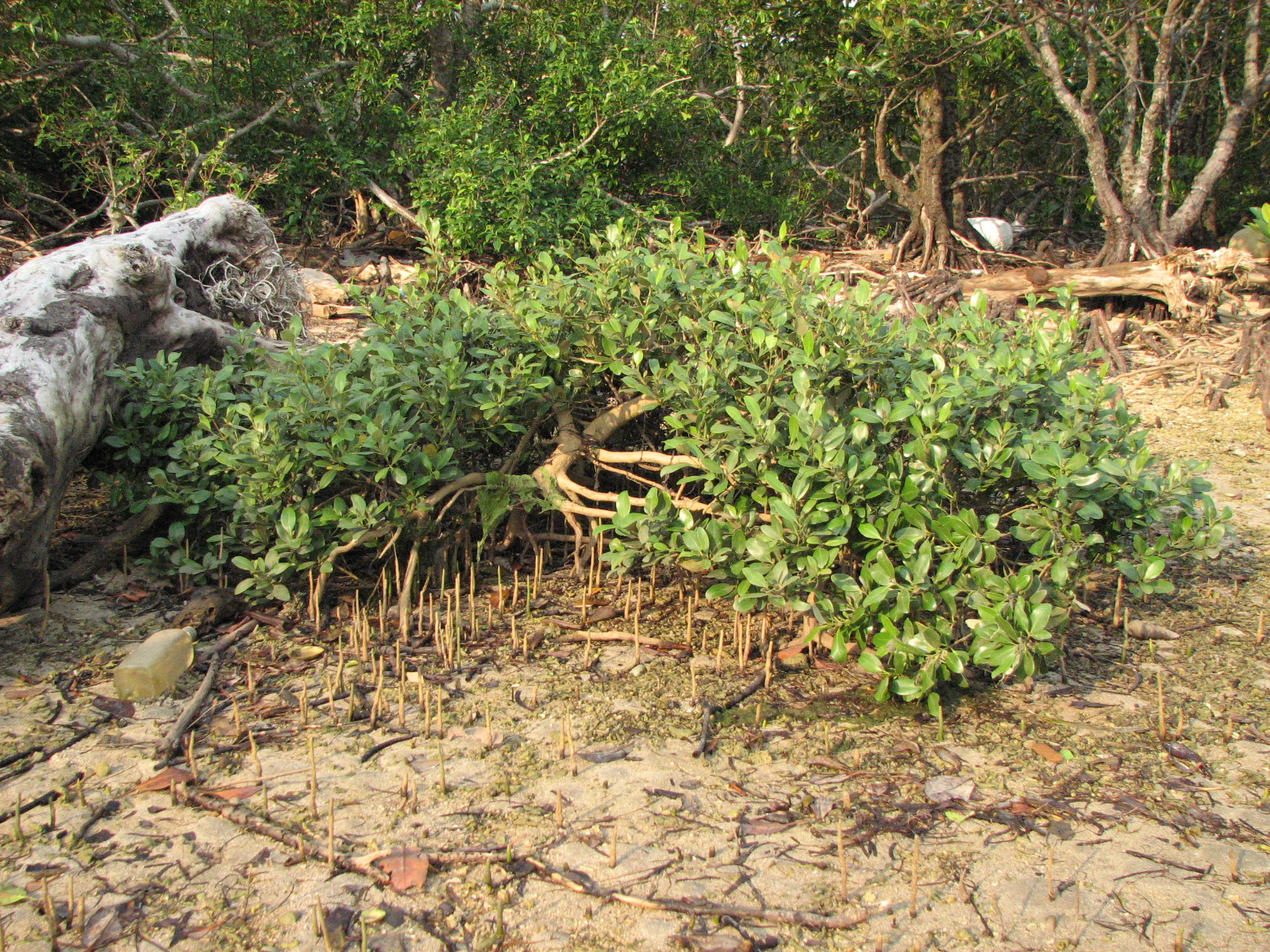
Vista de la planta

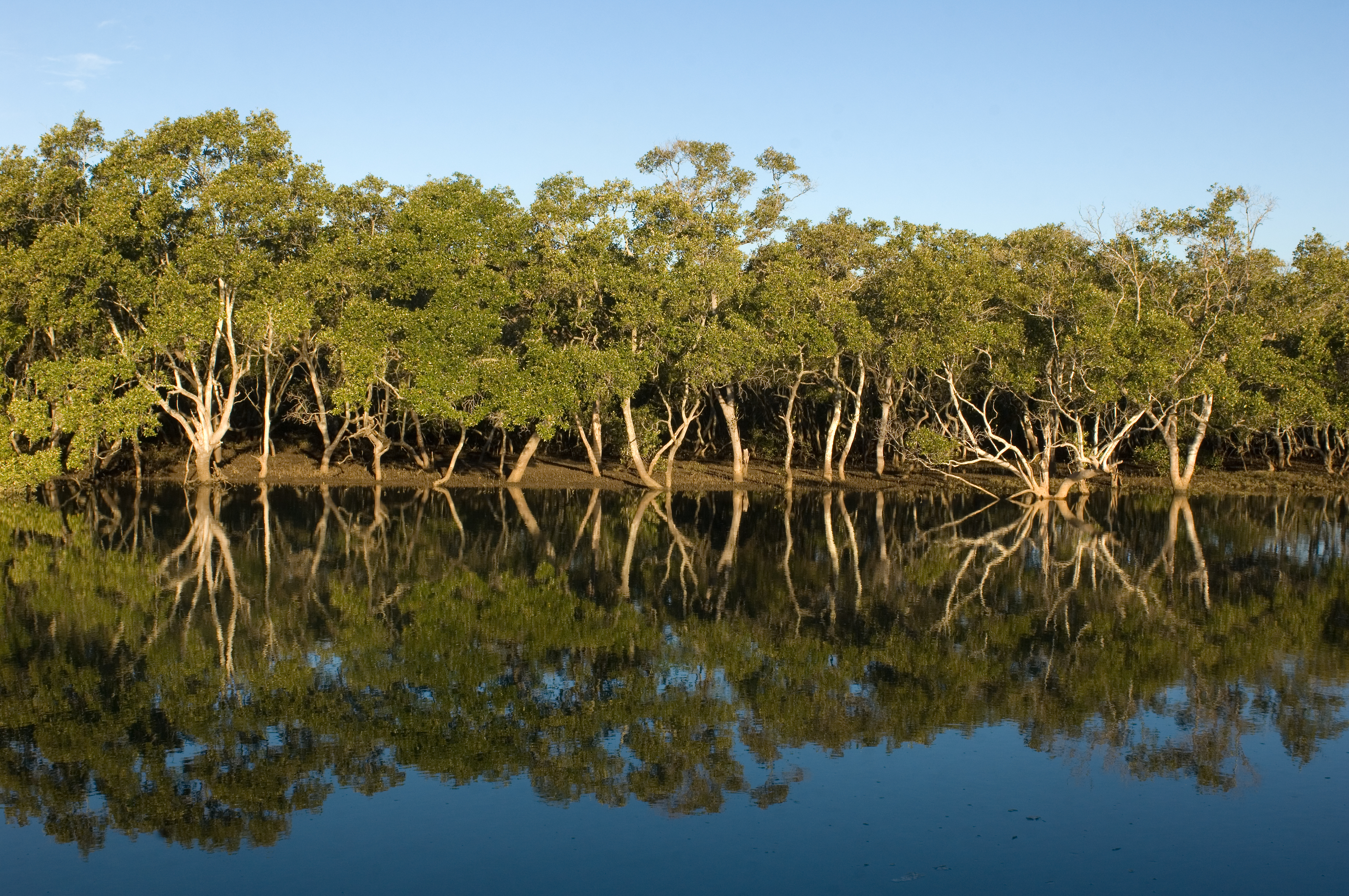
Hábitat

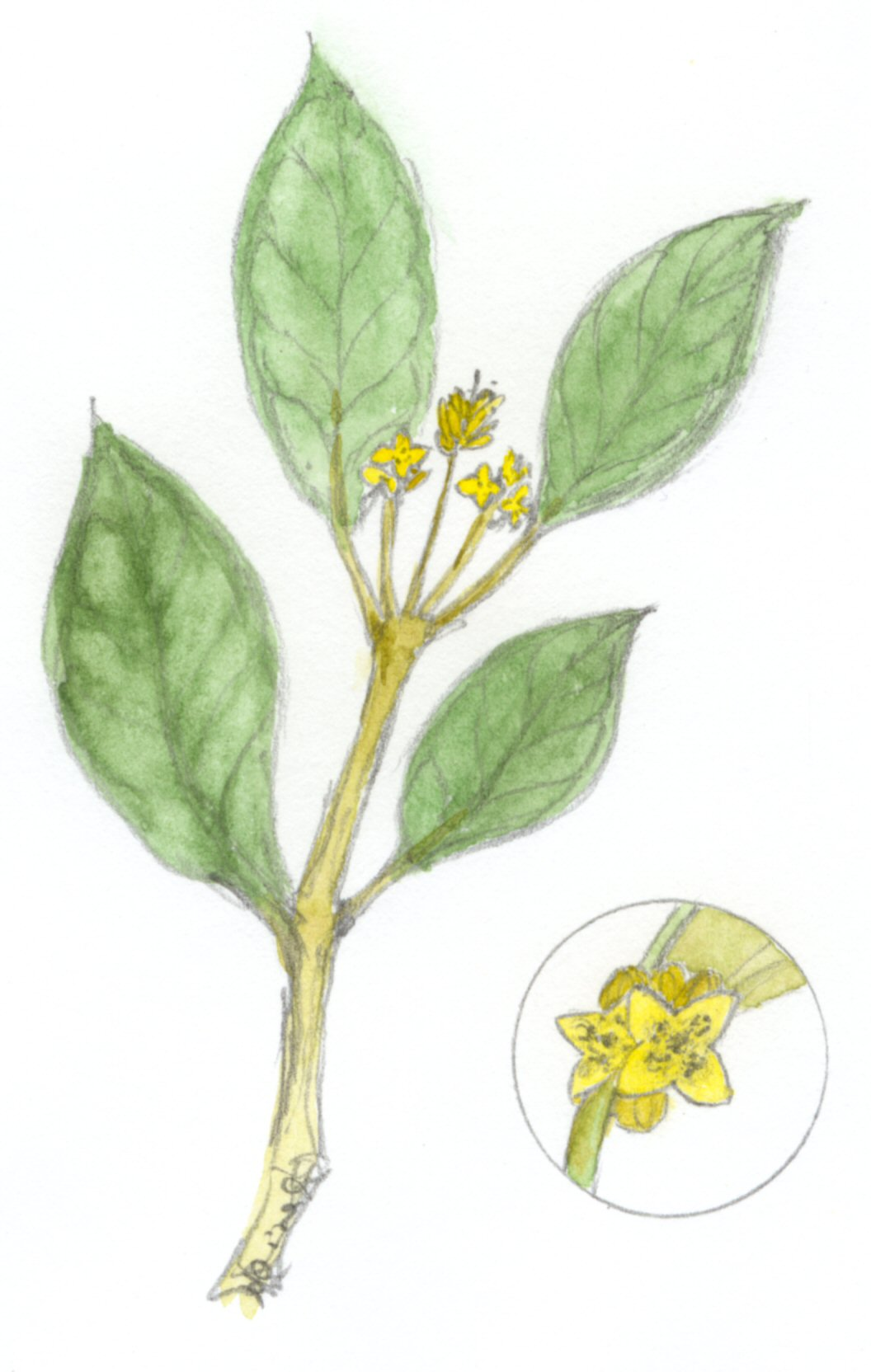
Ilustración

## Descripción
Son árboles de tamaño pequeño o mediano que alcanza un tamaño de 3-11 m de altura, el tronco principal recto, de hasta 76 cm de diámetro, muy ramificado, redondeada la corona. La corteza es de color verde pálido amarillento, con puntos en relieve, con descamación. Amplio sistema de "raíces" (lápiz neumatóforos o raíces de respiración) hasta 90 mm de largo, sobresaliendo del lodo en rodales densos que se extienden hacia fuera de árbol. Hojas opuestas, de 30-100 x 12-40 mm, de espesor, coriáceas, de color verde oliva brillante arriba, con canas densos bajo, margen entero con o sin rodeos señaló agudamente punta, estrechamiento base, pecíolo corto (5 mm de largo). Flores de color amarillo cremoso, pequeñas, en cabezas redondas densos en axilas de las hojas o terminales, en corto, tallos cuadrados, dulcemente perfumadas. El fruto es una cápsula de color verde, oval, con valva de dos milímetros de diámetro; la semilla tiene el desarrollo en el árbol, fruta generalmente dividiéndose después de caer; se dispersa en el agua.

## Distribución y hábitat
Se encuentra en los manglares que crecen en el lado interior de los pantanos costeros tropicales y subtropicales, a lo largo de la costa este de África desde alrededor de East London a Sudán (costa del Mar Rojo), en las costas de Arabia, Socotra
, la India, el norte de Australia y en cada isla en el Océano Índico.

## Taxonomía
Avicennia marina fue descrita por  (Forssk.) Vierh. y publicado en Denkschriften der Kaiserlichen Akademie der Wissenschaften, Wien. Mathematisch-naturwissenschaftliche Klasse 71: 435. 1907.
Etimología
Avicennia: nombre genérico otorgado en honor del científico y filósofo persa Avicena.
marina: epíteto latíno que significa "cercana del mar".
Variedades aceptadas
- Avicennia marina subsp. australasica (Walp.) J.Everett
- Avicennia marina subsp. eucalyptifolia (Valeton) J.Everett
- Avicennia marina var. rumphiana (Hallier f.) Bakh.

Sinonimia
- Avicennia alba Blume
- Avicennia alba var. latifolia Moldenke
- Avicennia intermedia Griff.
- Avicennia marina var. alba (Blume) Bakh.
- Avicennia marina f. angustata Moldenke
- Avicennia marina var. anomala Moldenke
- Avicennia marina var. intermedia (Griff.) Bakh.
- Avicennia marina f. intermedia (Griff.) Moldenke
- Avicennia marina subsp. marina
- Avicennia marina var. marina
- Avicennia mindanaensis Elmer
- Avicennia officinalis var. alba (Blume) C.B.Clarke
- Avicennia sphaerocarpa Stapf ex Ridl.
- Avicennia spicata Kuntze
- Avicennia tomentosa var. arabica Walp.
- Sceura marina Forssk.[5]